# エドガー賞 長編賞
エドガー賞 長編賞（エドガーしょう ちょうへんしょう、Edgar Award Best Novel）は、アメリカ探偵作家クラブが授与するエドガー賞の部門の1つ。優れた長編推理小説に与えられる。

## 各年の結果

### 1950年代
1954年
- シャーロット・ジェイ 『死の月』（1987年 早川書房）

1955年
- レイモンド・チャンドラー 『長いお別れ』（1958年 早川書房）〈別題『ロング・グッドバイ』、『長い別れ』、『ザ・ロング・グッドバイ』〉

1956年
- マーガレット・ミラー 『狙った獣』（1994年 東京創元社）
  - ゴードン夫妻 『盗聴』（2018年 論創社）
  - パトリシア・ハイスミス 『太陽がいっぱい』（1976年 角川書店）〈別題『リプリー』〉

1957年
- シャーロット・アームストロング 『毒薬の小壜』（1958年 早川書房）
  - マーゴット・ベネット 『飛ばなかった男』（1957年 東京創元社）
  - チャールズ・サミュエルズ＆ルイーズ・サミュエルズ "Night Fell on Georgia"

1958年
- エド・レイシイ 『ゆがめられた昨日』（1958年 早川書房）
  - アーサー・アップフィールド "The Bushman Who Came Back"
  - ビル・S・バリンジャー 『消された時間』（1958年 早川書房）
  - マージョリー・カールトン "The Night of the Good Children"

1959年
- スタンリイ・エリン 『第八の地獄』
  - ドロシー・ソールズベリ・デイヴィス "A Gentleman Called"
  - デイヴィッド・アリグザンダー "The Madhouse in Washington Square"
  - リー・ブラックストック "The Woman in the Woods"

### 1960年代
1960年
- シリア・フレムリン 『夜明け前の時』
  - フィリップ・マクドナルド 『ゲスリン最後の事件』(別邦題『エイドリアン・メッセンジャーのリスト』)

1961年
- ジュリアン・シモンズ 『犯罪の進行』
  - ピーター・カーティス "The Devil's Own"
  - ハーバート・ブリーン 『生きている痕跡』
  - ジェフリー・ハウスホールド 『影の監視者』

1962年
- J・J・マリック 『ギデオンと放火魔』
  - ライオネル・デヴィッドスン 『モルダウの黒い流れ』
  - Anne Blaisdell "Nightmare"
  - スーザン・ブラン 『緑の死』
  - ロス・マクドナルド 『ウィチャリー家の女』

1963年
- エリス・ピーターズ 『死と陽気な女』
  - Dell Shannon "Knave of Hearts"
  - マーク・マクシェーン 『雨の午後の降霊術』
  - シェリィ・スミス 『逃げる男のバラード』
  - ジャン・ポッツ "The Evil Wish"
  - ロス・マクドナルド 『縞模様の霊柩車』

1964年
- エリック・アンブラー 『真昼の翳』
  - スタントン・フォーヴス "Grieve for the Past"
  - ドロシイ・B・ヒューズ "The Expendable Man"
  - エリザベス・フェンウィック "The Make-Believe Man"
  - エラリー・クイーン 『盤面の敵』

1965年
- ジョン・ル・カレ 『寒い国から帰ってきたスパイ』
  - マーガレット・ミラー 『心憑かれて』
  - ハンス・ヘルムート・キルスト 『将軍たちの夜』
  - メアリー・スチュアート 『この荒々しい魔術』

1966年
- アダム・ホール 『不死鳥を倒せ』
  - メアリー・スチュアート 『踊る白馬の秘密』
  - レン・デイトン 『ベルリンの葬送』
  - ロス・マクドナルド 『ドルの向こう側』
  - ドロシー・ソールズベリ・デイヴィス "The Pale Betrayer"
  - H・R・F・キーティング 『パーフェクト殺人』

1967年
- ニコラス・フリーリング 『雨の国の王者』
  - ナイオ・マーシュ "Killer Dolphin"
  - ディック・フランシス 『大穴』
  - ドナルド・E・ウェストレイク 『忙しい死体』

1968年
- ドナルド・E・ウェストレイク 『我輩はカモである』
  - ジョージ・バクスト "A Parade of Cockeyed Creatures"
  - ディック・フランシス 『飛越』
  - Charlotte Armstrong "Lemon in the Basket"
  - アイラ・レヴィン 『ローズマリーの赤ちゃん』
  - シャーロット・アームストロング 『始まりはギフトショップ』

1969年
- ジェフリイ・ハドスン 『緊急の場合は』
  - ピーター・ディキンスン 『ガラス箱の蟻』
  - ディック・フランシス 『血統』
  - ドロシー・S・デイヴィス & ジェローム・ロス "God Speed the Night"
  - ヘロン・カーヴィック 『村で噂のミス・シートン』
  - スタンリイ・エリン 『バレンタインの遺産』

### 1970年代
1970年
- ディック・フランシス 『罰金』
  - チェスター・ハイムズ 『暑い日 暑い夜』
  - ショーン・ヘロン "Miro"
  - ピーター・ディキンスン 『英雄の誇り』
  - エマ・レイサン 『ギリシァで殺人』
  - ドロシー・ソールズベリ・デイヴィス 『優しき殺人者』

1971年
- ペール・ヴァールー&マイ・シューヴァル 『笑う警官』
  - パット・スタッドリィ "Autumn of a Hunter"
  - マーガレット・ミラー 『これよりさき怪物領域』
  - パトリシア・モイーズ 『死の贈物』
  - ドナルド・E・ウェストレイク 『ホット・ロック』
  - ショーン・ヘロン "The Hound and the Fox and the Harper"

1972年
- フレデリック・フォーサイス 『ジャッカルの日』
  - P・D・ジェイムズ 『ナイチンゲールの屍衣』
  - G・F・ニューマン "Sir, You Bastard"
  - トニイ・ヒラーマン "The Fly on the Wall"
  - アーサー・ワイズ "Who Killed Enoch Powell?"

1973年
- ウォーレン・キーファー 『リンガラ・コード』
  - マーティン・クルーズ・スミス 『ジプシーに捧げる歌』
  - ジョン・ボール 『五つの死の宝石』
  - ヒュー・C・レイ "The Shooting Gallery"
  - ナイオ・マーシュ "Tied Up in Tinsel"

1974年
- トニイ・ヒラーマン 『死者の舞踏場』
  - フランシス・クリフォード "Amigo, Amigo"
  - P・D・ジェイムズ 『女には向かない職業』
  - ジーン・スタッブス 『わが愛しのローラ』
  - ヴィクター・カニング 『階段』

1975年
- ジョン・クリアリー 『法王の身代金』
  - Francis Clifford "Goodbye and Amen"
  - アンドリュウ・ガーヴ "The Lester Affair"
  - マルコム・ボッセ "The Man Who Loved Zoos"
  - ポール・アードマン 『シルバー・ショック』

1976年
- ブライアン・ガーフィールド 『ホップスコッチ』
  - ジェラルド・シーモア 『暗殺者のゲーム』
  - マギー・レナート "Operation Alcestic"
  - マーティ・アルバート "The Gargoyle Conspiracy"
  - ロス・トーマス "The Money Harvest"

1977年
- ロバート・B・パーカー 『約束の地』
  - リチャード・ニーリィ 『心ひき裂かれて』
  - トマス・ギフォード "The Cavanaugh Quest"
  - ジェラルド・シーモア 『襲撃指令』
  - トレヴェニアン 『夢果つる街』

1978年
- ウィリアム・H・ハラハン 『亡命詩人、雨に消ゆ』
  - ウィリアム・マッキルヴァニー 『夜を深く葬れ』
  - マーティン・クルーズ・スミス 『ナイトウィング』

1979年
- ケン・フォレット 『針の眼』
  - ルース・レンデル 『乙女の悲劇』
  - トニイ・ヒラーマン "Listening Woman"
  - ジャック・S・スコット "The Shallow Grave"
  - ジョン・ゴーディ 『ザ・スネーク』

### 1980年代
1980年
- アーサー・メイリング 『ラインゴルト特急の男』
  - チャールズ・パーシー・スノー "A Coat of Varnish"
  - ロバート・バーナード 『不肖の息子』
  - フランク・パリッシュ 『優雅な密猟者』
  - ルース・レンデル 『死のカルテット』

1981年
- ディック・フランシス 『利腕』
  - B・M・ギル "Death Drop"
  - ロバート・バーナード 『作家の妻の死』
  - A・J・クィネル 『燃える男』
  - レジナルド・ヒル 『スパイの妻』

1982年
- ウィリアム・ベイヤー 『キラーバード、急襲』
  - パトリック・マッギンリー "Bogmail"
  - Robert Barnard 『雪どけの死体』
  - リザ・コディ 『見習い女探偵』
  - ロバート・リテル 『チャーリー・ヘラーの復讐』
  - テッド・オールビュリー 『沈黙の向う側』

1983年
- リック・ボイヤー 『ケープ・コッド危険水域』
  - ローレンス・ブロック 『八百万の死にざま』
  - ドナルド・E・ウェストレイク "Kahawa"
  - エルモア・レナード 『スプリット・イメージ』
  - セイモア・シュービン 『キャプテン』

1984年
- エルモア・レナード 『ラブラバ』
  - クリストファー・リーチ 『テキサス・ステーション』
  - ジョン・ル・カレ 『リトル・ドラマー・ガール』
  - ウンベルト・エーコ 『薔薇の名前』
  - ウィリアム・マッキルヴァニー 『レイドロウの怒り』

1985年
- ロス・トーマス 『女刑事の死』
  - ウィリアム・ピアスン 『チェスプレーヤー』
  - ジェーン・ラングトン 『エミリー・ディキンスンは死んだ』
  - マイケル・ギルバート "The Black Seraphim"
  - B・M・ギル 『十二人目の陪審員』

1986年
- L・R・ライト 『容疑者』
  - サイモン・ブレット 『殺意のシステム』
  - ルース・レンデル 『無慈悲な鴉』
  - ポール・オースター 『ガラスの街』
  - ルース・レンデル 『身代りの樹』

1987年
- バーバラ・ヴァイン 『死との抱擁』
  - P・D・ジェイムズ 『死の味』
  - ジョー・ゴアズ 『裏切りの朝』
  - ブライアン・フリーマントル 『亡命者はモスクワをめざす』
  - ロジャー・L・サイモン 『ストレート・マン』

1988年
- アーロン・エルキンズ 『古い骨』
  - リンダ・バーンズ 『赤毛のカーロッタ奮闘する』
  - B・M・ギル 『悪い種子が芽ばえる時』
  - ピーター・ラヴゼイ 『苦い林檎酒』
  - シャーロット・マクラウド 『ウーザック沼の死体』

1989年
- スチュアート・M・カミンスキー 『ツンドラの殺意』
  - トニイ・ヒラーマン 『時を盗む者』
  - デイヴィッド・L・リンジー 『届けられた6枚の写真』
  - K・C・コンスタンティン 『ジョーイの場合は』
  - トマス・H・クック 『だれも知らない女』

### 1990年代
1990年
- ジェイムズ・リー・バーク 『ブラック・チェリー・ブルース』
  - フランセス・ファイフィールド 『愛されない女』
  - バーソロミュー・ギル 『ジェイムズ・ジョイス殺人事件』
  - アンドリュー・コバーン "Goldilocks"
  - ユージン・イジー 『地上九〇階の強奪』

1991年
- ジュリー・スミス 『ニューオリンズの葬送』
  - レジナルド・ヒル 『骨と沈黙』
  - R・D・ツィマーマン 『あの夜が知っている』
  - ジェイ・ブランドン 『特別検察官』
  - ローレン・D・エスルマン "Whiskey River"

1992年
- ローレンス・ブロック 『倒錯の舞踏』
  - アンドリュー・クラヴァン 『秘密の友人』
  - ナンシー・ピカード 『悲しみにさよなら』
  - スチュアート・ウッズ 『パリンドローム』
  - ライア・マテラ 『あらゆる信念』

1993年
- マーガレット・マロン 『密造人の娘』
  - ジョー・ゴアズ 『32台のキャディラック』
  - リザ・コディ "Backhand"
  - ケム・ナン "Pomona Queen"
  - ウォルター・モズリイ 『ホワイト・バタフライ』

1994年
- ミネット・ウォルターズ 『女彫刻家』
  - ロバート・クレイス 『ぬきさしならない依頼』
  - ペーター・ホゥ 『スミラの雪の感覚』
  - ジェラルド・シーモア 『密告者』
  - マーシャ・ミュラー "Wolf in the Shadows"

1995年
- メアリー・ウィリス・ウォーカー 『処刑前夜』
  - ローレンス・ブロック 『死者の長い列』
  - ピーター・エイブラハムズ 『ライツアウト』
  - エドナ・ブキャナン 『死の裁き』
  - ピーター・ロビンスン 『水曜日の子供』

1996年
- ディック・フランシス 『敵手』
  - ジョン・ダニング 『幻の特装本』
  - エドワード・マーストン 『吠える男』
  - ジョン・カッツェンバック 『追跡』
  - ピーター・ラヴゼイ 『バースへの帰還』

1997年
- トマス・H・クック 『緋色の記憶』
  - マーガレット・ローレンス "Hearts and Bones"
  - キャロリン・ウィート 『いま一度の賭け』
  - アン・ペリー 『娼婦殺し』
  - ローリー・R・キング 『消えた子』

1998年
- ジェイムズ・リー・バーク 『シマロン・ローズ』
  - ビル・プロンジーニ 『よそ者たちの荒野』
  - イアン・ランキン 『黒と青』
  - デボラ・クロンビー 『警視の死角』
  - マーク・T・サリヴァン 『リトル・クロウは舞いおりた』

1999年
- ロバート・クラーク 『記憶なき殺人』
  - J・ウォリス・マーティン 『水底の死者の眠り』
  - ロバート・ゴダード 『惜別の賦』
  - マイクル・コナリー 『わが心臓の痛み』
  - ドメニック・スタンズベリー 『青い影の女』

### 2000年代
2000年
- ジャン・バーク 『骨』
  - ピーター・ロビンスン 『渇いた季節』
  - ロバート・クレイス "L.A. Requiem"
  - レニー・エアース 『夜の闇を待ちながら』
  - スティーヴン・グリーンリーフ 『憎悪の果実』

2001年
- ジョー・R・ランズデイル 『ボトムズ』
  - クリス・ネルスコット 『危険な道』
  - ヴァル・マクダーミド 『処刑の方程式』
  - T・ジェファーソン・パーカー 『レッド・ライト』
  - ナンシー・ピカード 『狂った真実』

2002年
- T・ジェファーソン・パーカー 『サイレント・ジョー』
  - エド・マクベイン 『マネー、マネー、マネー』
  - S・J・ローザン 『天を映す早瀬』
  - ハーラン・コーベン 『唇を閉ざせ』
  - D・W・バッファ 『審判』

2003年
- S・J・ローザン 『冬そして夜』
  - マイクル・コナリー 『シティ・オブ・ボーンズ』
  - ジェイムズ・リー・バーク "Jolie Blon Bounce"
  - マンダ・スコット "No Good Deed"
  - メアリー・ケイ・アンドルーズ 『愛さずにはいられない』

2004年
- イアン・ランキン 『甦る男』
  - ジャクリーン・ウィンスピア 『夜明けのメイジー』
  - 桐野夏生 『OUT』
  - ケン・ブルーウン 『酔いどれに悪人なし』

2005年
- T・ジェファーソン・パーカー 『カリフォルニア・ガール』
  - ローラ・リップマン 『ロスト・ファミリー』
  - リース・ボウエン "Evan's Gate"
  - ジュリア・スペンサー・フレミング "Out of the Deep I Cry"
  - クリス・ムーニー "Remembering Sarah"

2006年
- ジェス・ウォルター 『市民ヴィンス』
  - ジョージ・P・ペレケーノス 『ドラマ・シティ』
  - トマス・H・クック 『緋色の迷宮』
  - マイクル・コナリー 『リンカーン弁護士』
  - テス・ジェリッツェン 『僕の心臓を盗まないで』

2007年
- ジェイソン・グッドウィン 『イスタンブールの群狼』
  - ジョアン・ハリス 『紳士たちの遊戯』
  - オレン・スタインハウアー "Liberation Movements"
  - デニーズ・ミーナ "The Dead Hour"
  - ルイス・ベイヤード 『陸軍士官学校の死』
  - ナンシー・ピカード 『凍てついた墓碑銘』

2008年
- ジョン・ハート 『川は静かに流れ』
  - ベンジャミン・ブラック 『ダブリンで死んだ娘』
  - ケン・ブルーウン "Priest"
  - リード・ファレル・コールマン "Soul Patch"
  - マイケル・シェイボン 『ユダヤ警官同盟』

2009年
- C・J・ボックス 『ブルー・ヘヴン』
  - リサ・ラッツ "Curse of the Spellmans"
  - カーリン・アルヴテーゲン 『裏切り』
  - ロバート・フェリーニョ "Sins of the Assassin"
  - モーラ・ジョス "The Night Following"
  - デクラン・ヒューズ "The Price of Blood"

### 2010年代
2010年
- ジョン・ハート 『ラスト・チャイルド』
  - マーラ・ナン "A Beautiful Place to Die"
  - チャーリー・ヒューストン "Mystic Arts of Erasing All Signs of Death"
  - ジョー・ネスボ 『ネメシス 復讐の女神』
  - ティム・ガトロー "The Missing"
  - キャスリーン・ジョージ "The Odds"

2011年
- スティーヴ・ハミルトン 『解錠師』
  - ハーラン・コーベン "Caught"
  - トム・フランクリン 『ねじれた文字、ねじれた路』
  - タナ・フレンチ 『葬送の庭』
  - ローラ・リップマン "I'd Know You Anywhere"
  - ティモシー・ハリナン "The Queen of Patpong"

2012年
- モー・ヘイダー 『喪失』
  - アンネ・ホルト 『ホテル1222』
  - フィリップ・カー "Field Gray"
  - 東野圭吾 『容疑者Xの献身』
  - エース・アトキンス 『帰郷』

2013年
- デニス・ルヘイン 『夜に生きる』
  - ウォルター・モズリイ "All I Did Was Shoot My Man"
  - ギリアン・フリン 『ゴーン・ガール』
  - ジェシー・ケラーマン 『駄作』
  - アル・ラマンダ "Sunset"
  - リンジー・フェイ 『ゴッサムの神々［ニューヨーク最初の警官］』
  - エース・アトキンス "The Lost Ones"

2014年
- ウィリアム・K・クルーガー 『ありふれた祈り』
  - ルイーズ・ペニー "How the Light Gets In"
  - トマス・H・クック 『サンドリーヌ裁判』
  - イアン・ランキン 『他人の墓の中に立ち』
  - マット・ヘイグ 『今日から地球人』
  - ローリー・ロイ 『彼女が家に帰るまで』

2015年
- スティーヴン・キング 『ミスター・メルセデス』
  - ワイリー・キャッシュ 『約束の道』
  - モー・ヘイダー 『虎狼』
  - スチュアート・ネヴィル "The Final Silence"
  - イアン・ランキン 『寝た犬を起こすな』
  - カリン・スローター 『警官の街』

2016年
- ローリー・ロイ 『地中の記憶』
  - M・J・カーター 『紳士と猟犬』
  - フィリップ・カー "The Lady From Zagreb"
  - マイケル・ロボサム 『生か、死か』
  - ドゥエイン・スウィアジンスキー 『カナリアはさえずる』
  - デイヴィッド・C・テイラー "Night Life"

2017年
- ノア・ホーリー 『晩夏の墜落』
  - アラフェア・バーク 『償いは、今』
  - リード・ファレル・コールマン "Where It Hurts"
  - リンジー・フェイ 『ジェーン・スティールの告白』
  - アリソン・ゲイリン "What Remains of Me"

2018年
- アッティカ・ロック『ブルーバード、ブルーバード』
  - キャスリーン・ケント 『ダラスの赤い髪』
  - フィリップ・カー "Prussian Blue"
  - アビール・ムーカジ 『カルカッタの殺人』
  - ハンナ・ティンティ 『父を撃った12の銃弾』

2019年
- ウォルター・モズリイ 『流れは、いつか海へと』（2019年 早川書房）
  - キャサリン・ライアン・ハワード "The Liar’s Girl"
  - マイク・ローソン "House Witness"
  - ヴィクター・メソス 『弁護士ダニエル・ローリンズ』（2020年 早川書房）
  - ローレンス・オズボーン 『ただの眠りを』（2020年 早川書房）
  - ディアナ・レイバーン "A Treacherous Curse"

### 2020年代
2020年
- エリー・グリフィス 『見知らぬ人』（2021年 東京創元社）
  - バーバラ・ボーランド 『わたしは贋作』（2021年 早川書房）
  - ピーター・ヘラー『燃える川』（2021年 早川書房）
  - アビール・ムケルジー 『阿片窟の死』（2022年 早川書房）
  - マイケル・ロボサム 『天使と嘘』（2021年 早川書房）

2021年
- ディーパ・アーナパーラ 『ブート・バザールの少年探偵』（2021年 早川書房）
  - キャロライン・B.クーニー 『かくて彼女はヘレンとなった』（2022年 早川書房）
  - リチャード・オスマン 『木曜殺人クラブ』（2021年 早川書房）
  - アイヴィ・ポコーダ 『女たちが死んだ街で』（2021年 早川書房）
  - クワイ・クァーティ 『ガーナに消えた男』（2022年 早川書房）
  - ヘザー・ヤング 『円周率の日に先生は死んだ』（2023年 早川書房）

2022年
- ジェイムズ・ケストレル 『真珠湾の冬』（2022年 早川書房）
  - リース・ボウエン 『恋のスケッチはヴェネツィアで』（2024年 早川書房）
  - S.A.コスビー 『頰に哀しみを刻め』（2023年 ハーパーBOOKS）
  - ウィル・リーチ 『車椅子探偵の幸運な日々』（2024年 早川書房）
  - キャット・ローゼンフィールド 『誰も悲しまない殺人』（2023年 早川書房）

2023年
- ダニヤ・クカフカ 『死刑執行のノート』（2023年 集英社）
  - ジョン・ダーニエル"Devil House"
  - ガビーノ・イグレシアス"The Devil Takes You Home"
  - ニタ・プローズ 『メイドの秘密とホテルの死体』（2022年 二見書房）
  - ケリー・ギャレット"Like a Sister"
  - チャック・ホーガン 『ギャングランド』（2024年 早川書房）

2024年
- ジェイムズ・リー・バーク 『破れざる旗の下に』（2024年 早川書房）
  - S.A.コスビー 『すべての罪は血を流す』（2024年 ハーパーBOOKS）
  - ジェニファー・コーディー・エプスタイン"The Mad Women of Paris"
  - ジェシカ・ノール"Bright Young Women"
  - マイクル・コリータ"An Honest Man"
  - ウィリアム・ケント・クルーガー"The River We Remember"
  - コルソン・ホワイトヘッド"Crook Manifesto"